# Kronprinzeneichen (Hannover)

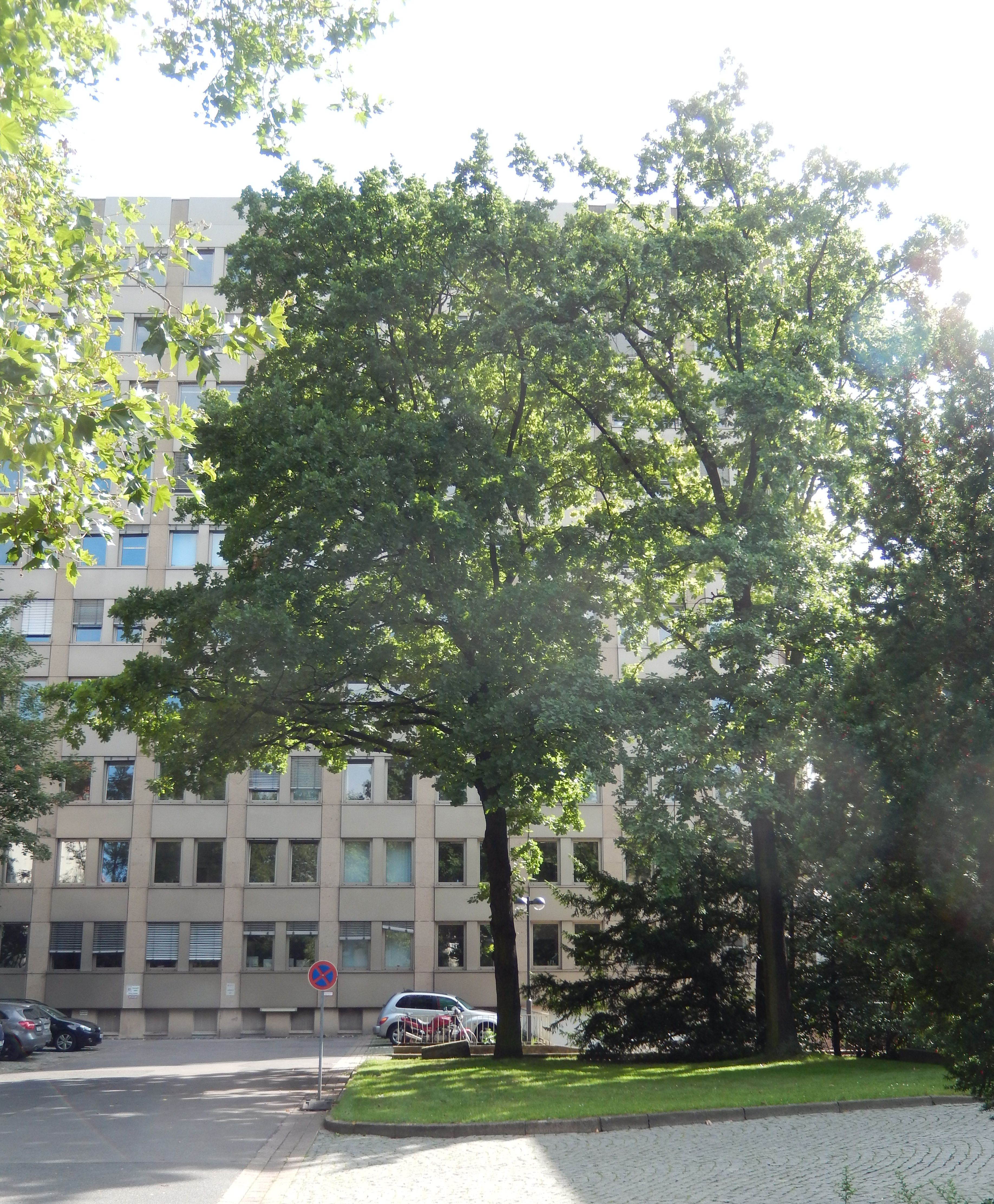
Kronprinzeneichen

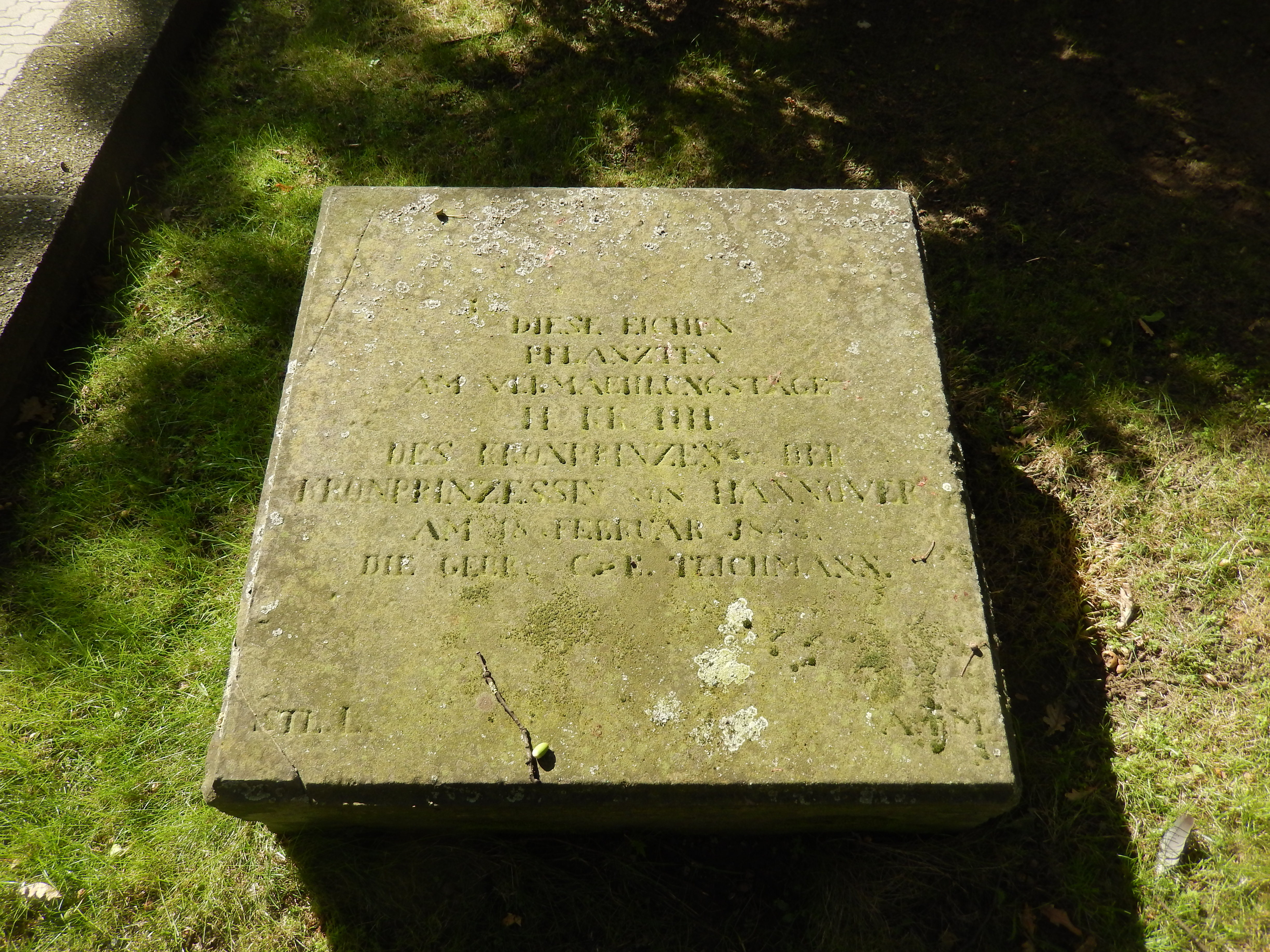
Gedenkstein

Die Kronprinzeneichen in Hannover stammen aus der Zeit des Königreichs Hannover. Die drei Eichen wurden am 18. Februar 1843 von den Brüdern Teichmann zum Hochzeitstag des damaligen Kronprinzen und späteren Königs Georg von Hannover und der Kronprinzessin Marie gepflanzt. Standort der Baumgruppe ist das Grundstück der heutigen Oberfinanzdirektion in der Waterloostraße 5 im Stadtteil Calenberger Neustadt.